# ZDF
ZDF (scurt pentru Zweites Deutsches Fernsehen, lb. română: „Televiziunea a doua germană”) este un post public de televiziune german cu sediul în Mainz (Rheinland-Pfalz). Este condusă ca o organizație independentă non-profit – instituție, care a fost fondată de către statele federale germane (Bundesländer).
In 1961 ZDF a fost fondat de tratatul federal privind înființarea instituției publice „Televiziunea germană a doua”, dupa un scandal cu privire la planul guvernului vest-german federal să instituie un program de televiziune controlate de guvernul federal. Constituția Germaniei atribuie regulament al culturii și mass-media pentru statele federale constitutive (i.e., toate landurile Germaniei). Cu un discurs de către primul director general Dr. Karl Holzamer, postul a inceput sa transmita de la Eschborn din apropierea orașului Frankfurt, la 1 aprilie 1963. Postul a difuzat programul său în prima culoare in 1967. În 1974 ZDF s-a mutat in baza actuală de operațiuni la Mainz-Lerchenberg, după scurt timp fiind situate în Wiesbaden.

## Conducerea administrativă
Administrativ ZDF este condusă de un director general, care este ales de către Consiliul de televiziune ZDF. De la înființarea rețelei în 1963, următoarele au deținut funcția de director:
- 1963–1977: Karl Holzamer
- 1977–1982: Karl-Günter von Hase
- 1982–2002: Dieter Stolte
- 2002–2012: Markus Schachter
- 2012-2022: Thomas Bellut
- Început cu 2022: Norbert Himmler